# 岸本吉右衛門

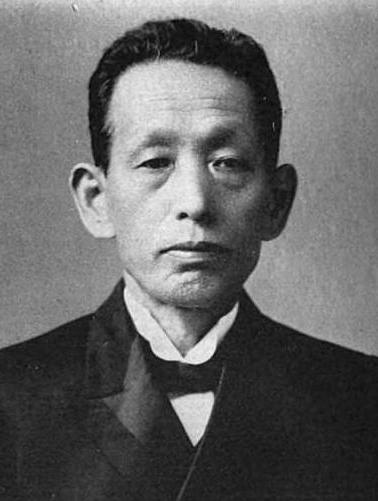
岸本吉右衛門

4代 岸本 吉右衛門（きしもと きちえもん、1858年2月20日（安政5年1月7日）- 1924年（大正13年）10月28日）は、明治から大正期の実業家。大阪最大の鉄鋼問屋岸本商店の4代目店主。旧姓・村田、幼名・正一郎。

## 経歴
摂津国大坂、現在の天神橋筋二丁目で、村田友次郎の二男として生まれる。瓦町一丁目の鉄商「泉屋」に奉公し、店主の3代岸本吉右衛門に見込まれて、その長女ひさと1883年（明治16年）に結婚して婿養子となる。1895年（明治28年）12月に家督相続して吉右衛門を襲名した。
1911年（明治44年）今泉嘉一郎と大阪製鉄所を成立する計画をしていたが、白石元治郎からインドベンガル産銑鉄を紹介されて輸入の方針に転じ、ベンガル製鉄の銑鉄について極東独占販売権を取得し輸入を始め、1918年（大正7年）にはインド鉄鋼会社の設立に参画した。また日本鋼管（現JFEスチール、JFEエンジニアリング）の設立発起人となり、大阪の株主の取り纏めを担った。
1912年（明治45年）合資会社岸本製釘所、1916年（大正5年）岸本製鉄所をそれぞれ設立し、銑鉄生産にも進出しようとしたが、第一次世界大戦後の需要減を見越して売却を行った。1918年（大正7年）に岸本商店を株式会社に改組した。その他、日本鋼管取締役、日本エナメル取締役、電気製鉄取締役、帝国鋳物監査役なども務めた。
公共のための寄付にも熱心で、大阪市の市民病院建設事業に百万円を提供している。
岸本商社は1949年に合併し、丸紅飯田（のちの丸紅）となった。

## 親族
- 妻 岸本ひさ（養父長女）[2][4]
- 二女 岸本英（彦衛の妻）[2][4]
- 養子 岸本彦衛（実業家、貴族院勅選議員）[4]